# James L. Howard
James Leland Howard (* 18. Januar 1818 in Windsor, Vermont; † 1. Mai 1906 in Hartford, Connecticut) war ein US-amerikanischer Politiker. Zwischen 1887 und 1889 war er Vizegouverneur des Bundesstaates Connecticut.

## Werdegang
James Howard genoss eine akademische Ausbildung. Danach arbeitete er für einige Zeit im Staat New York als Angestellter (Clerk). Ab 1838 lebte er in Hartford (Connecticut), wo er im Handwerk arbeitete. Ab 1841 war er dort zusammen mit einem Partner Teilhaber einer Firma, die Sattel und Kutschenausstattungen herstellte. Später statteten sie auch Eisenbahnwaggons aus. Im Lauf der Zeit stieg Howard auch in andere Unternehmen ein. So war er unter anderem Präsident der Hartford City Gas Light Company, Direktor bei der Phoenix National Bank und bei der Traveler’s Insurance Company sowie der Hartford County Fire Insurance Company. Außerdem war er Vorstandsmitglied der New York and New England Railroad.
Politisch war Howard ursprünglich Mitglied der Whig Party. Nach deren Auflösung schloss er sich der 1854 gegründeten Republikanischen Partei an. In den Jahren 1878 und 1880 kandidierte er jeweils erfolglos für das Amt des Bürgermeisters von Hartford. 1886 wurde Howard an der Seite von Phineas C. Lounsbury zum Vizegouverneur von Connecticut gewählt. Dieses Amt bekleidete er zwischen 1887 und 1889. Dabei war er Stellvertreter des Gouverneurs und Vorsitzender des Staatssenats. Er starb am 1. Mai 1906 in Hartford, wo er auch beigesetzt wurde.